# لقاح الناقلات
لقاح الناقلات أو لقاح الناقلات الفيروسية أو لقاح الناقل الفيروسي (بالإنجليزية: Viral vector vaccine)‏؛ هو أحد أنواع اللقاحات، يُستخدم في صناعته فيروسًا حميدًا بوصفهِ ناقلًا فيروسيًا يوجه خلايا الجسم إلى إنتاج أجزاء من البروتين الشوكي للفيروس المعدي المسبب للمرض لكي تحفز الجسم على تكوين استجابة مناعية تحارب الفيروس المعدي. اعتبارًا من أبريل 2021، رُخصت في بلد واحد على الأقل ستة لقاحات تعتمد تقنية الناقلات الفيروسية، أربعة منها لقاحات ضد كورونا ولقاحان ضد فيروس إيبولا.

## لقاحات الناقلات

### كورونا
اعتبارًا من أبريل 2021، رُخصت في بلد واحد على الأقل، أربعة لقاحات من ناقلات الفيروسات الغدية لمكافحة مرض كورونا، وهي:
- لقاح أكسفورد–آسترازينيكا[1][2]
- لقاح سبوتنيك في[3][4]
- لقاح جونسون آند جونسون[5][6][7]
- لقاح كونفيديسيا[8][9]